# Trevor White
Pour les articles homonymes, voir White.
Trevor White est un skieur alpin canadien, né le 27 avril 1984 à Calgary. Il est spécialiste du slalom.

## Biographie
Il participe à des courses de la FIS lors de l'hiver 1999-2000 et aux Championnats du monde junior en 2004. 
Il fait ses débuts en Coupe du monde en janvier 2008. Il obtient ses premiers points un an plus tard à Wengen (23e) juste avant de réaliser sa meilleure performance internationale en se hissant à la 8e place du slalom de Kitzbühel. Il reçoit alors une sélection pour ses premiers championnats du monde à Val d'Isère.
Il prend part ensuite aux Jeux olympiques d'hiver de 2010 à Vancouver, où il est 31e du slalom.
Aux Championnats du monde 2011, à Garmisch-Partenkirchen, il se classe 20e du slalom. Il marque des points dans la Coupe du monde jusqu'en 2011-2012.
White remporte deux victoires au niveau continental en slalom, une sur la Coupe nord-américaine en décembre 2008 et une autre sur la Coupe d'Europe en janvier 2010.
Il annonce sa retraite sportive en 2013.

## Palmarès

### Jeux olympiques d'hiver
| Épreuve / Édition | Vancouver 2010 |
| Slalom            | 31e            |

### Championnats du monde
| Épreuve / Édition | Val d'Isère 2009 | Garmisch-Partenkirchen 2011 |
| Slalom            | Disqualifié      | 20e                         |

### Coupe du monde
- Meilleur classement général : 87e en 2011.
- Meilleur résultat individuel : 8e.

#### Classements détaillés
| Saison/Classement | Général | Slalom |
| Saison/Classement | Class.  | Class. |
| ----------------- | ------- | ------ |
| 2009              | 95e     | 32e    |
| 2010              | 109e    | 40e    |
| 2011              | 87e     | 27e    |
| 2012              | 143e    | 53e    |

### Coupes continentales
- 1 victoire en Coupe d'Europe.
- 6 podiums en Coupe nord-américaine, dont 1 victoire.